# 필립 배런티니
필립 배런티니(영어: Philip Barantini)는 영국의 영화 감독이다.

## 연출 작품 목록

### 영화
- 빌런 (Villain, 2020)
- 보일링 포인트 (Boiling Point, 2021)
- 에놀라 홈즈 3 (Enola Holmes 3, 미정)

### TV 드라마
- 맬프랙티스 (Malpractice, 2023)
- 보일링 포인트 (Boiling Point, 2023)
- 소년의 시간 (Adolescence, 2025)